# Lubaczów (Landgemeinde)
Die Gmina wiejska Lubaczów ist eine Landgemeinde im Powiat Lubaczowski der Woiwodschaft Karpatenvorland in Polen. Sitz der Gemeinde ist die Kreisstadt Lubaczów, die jedoch der Gmina nicht angehört. Die Gmina hat eine Fläche von 202,9 km² und 9168 Einwohner (Stand 31. Dezember 2020).

## Verwaltungsgeschichte
Von 1975 bis 1998 gehörte die Landgemeinde zur Woiwodschaft Przemyśl.

### Gmina Dąbków
Von 1949 bis 1954 hieß die Landgemeinde Gmina Dąbków und hatte ihren Sitz im Dorf Dąbków.

## Gliederung
Zur Landgemeinde Lubaczów gehören folgende 23 Ortschaften mit einem Schulzenamt (sołectwo):
Antoniki
Bałaje
Basznia Dolna
Basznia Górna
Borowa Góra
Budomierz
Dąbków (Felsendorf)
Dąbrowa
Hurcze
Karolówka (Burgau)
Krowica Hołodowska
Krowica Lasowa
Krowica Sama
Lisie Jamy
Młodów
Mokrzyca
Opaka
Piastowo
Podlesie (Reichau)
Szczutków
Tymce
Wólka Krowicka
Załuże
Drei weitere Siedlungen sind: Cetynia, Głodówka und Huta Kryształowa.